# Katepanat Italii

Obszar Katepanatu Italii (kolor jasnozielony) w około 1000 roku

Katepanat Italii – historyczna prowincja Cesarstwa Bizantyńskiego w południowej części Półwyspu Apenińskiego, powstała ponad dwieście lat po upadku Egzarchatu Rawenny.
Początki utworzenia tej jednostki podziału administracyjnego należy wiązać z odzyskaniem przez Cesarstwo Bizantyńskie kontroli nad strategicznym miastem Bari, które w 873 zostało odbite z rąk Saracenów. Katepanat Italii wykształcił się z połączenia uprzednio kontrolowanego przez Cesarstwo obszaru znanego jako Kalabria oraz temu Longobardii, który wykształcił się z ziem regionu Apulii, położonego nieopodal Bari. Po roku 965 strateg miasta Bari (tytuł odpowiadający rangą dzisiejszym generałom lub admirałom) otrzymał stopień wojskowy katepano Italii, połączony z tytułem cywilnym patrikios. Oznaczało to powstanie jednostki administracyjnej obejmującej więcej niż jeden tem, którą w historiografii określa się jako katepanat, zaś sam stopień katepano zaczął oznaczać cesarskiego gubernatora, odpowiadając mniej więcej urzędowi prokonsula z czasów Cesarstwa Rzymskiego. 
Katepanat Italii rozciągał się od gór Gargano na północy do Zatoki Salerno na południu. Prowincja objęła południową część dawnego Egzarchatu Rawenny – południową część Półwyspu Apenińskiego.
W 828 r. w wyniku najazdu Arabów Cesarstwo Bizantyńskie utraciło Sycylię. W 890 wojska bizantyjskie pokonały wojska arabskie pod Bari. Od 1016 katepanat był najeżdżany przez Normanów. W wyniku wojny od katepanatu stopniowo oddzielały się mniejsze księstwa. W kwietniu 1071 r. upadło Bari, co ostatecznie położyło kres bizantyńskiemu panowaniu w Italii.

## Lista katepanów Italii
- 970 – 975 Michał Abidelas
- przed 982 Romanos
- 982 – 985 Kalokyros Delfinas
- 985 – 988 Romanos
- 988 – 998 Jan Ammiropoulos
- 999 – 1006 Grzegorz Tarchaneiota
- 1006 – 1008 Aleksy Ksifias
- 1008 – 1010 Ioannes KurKuas
- 1010 – 1016 Bazyli Mesardonita
- maj 1017 – grudzień 1017 Leo Tornikios Kontoleon
- grudzień 1017 – 1027 Bazyli Boioannes
- 1027 – 1029 Christofor Burgaris
- lipiec 1029 – czerwiec 1032 Potos Argyros
- 1032 – maj 1033 Michał Protospatarios
- maj 1033 – 1038 Konstantyn Opos
- 1038 – 1039 Michał Spondyles
- luty 1039 – styczeń 1040 Nicefor Dukeian
- listopad 1040 – lato 1041 Michał Dukeian
- lato 1041 – 1042 Eksaugustus Boioannes
- luty 1042 – kwiecień 1042 Synodian
- kwiecień 1042 – wrzesień 1042 Georgios Maniakes
- jesień 1042 Pardos
- luty 1043 – kwiecień 1043 Bazyli Teodorokan
- jesień of 1045 – wrzesień 1046 Eustathios Palatin
- wrzesień 1046 – grudzień 1046 Jan Rafael
- 1050 – 1058 Argyrus
- 1060 Miriarch
- 1060 – 1061 Maruli
- 1062  Sirianus
- 1064 Perenus
- 1066 – 1069 Michał Maureks
- 1069 – 1071 Awartuteles
- 1071 Stefan Pateran